# 岡田彰布
岡田 彰布（おかだ あきのぶ、1957年11月25日 - ）は、大阪府大阪市中央区出身の元プロ野球選手（内野手・外野手、右投右打）、プロ野球監督。愛称は「どんでん」。阪神タイガース第30代及び第35代監督、オリックス・バファローズ第25代監督。2024年オフより阪神球団オーナー付顧問。

## 経歴

### 幼少期からタイガースと共に
大阪市中央区玉造で「大阪紙工所」という町工場を経営していた父親は阪神の有力後援者で、村山実・藤本勝巳らと親交があったことから幼少時よりタイガースと縁深く育った。東大阪市にある私立朝陽ヶ丘幼稚園に入園後には、当時のタイガースの正三塁手だった三宅秀史とキャッチボールし、それ以来、三宅に憧れを抱いたという。岡田が後にタイガースへ入団し、背番号16を希望したのはかつて三宅が着用していた番号だったからである。1962年の阪神の優勝パレードでは選手と一緒に車に乗って沿道に手を振っていた。大阪市立愛日小学校5年生で南海ホークスが運営していた少年野球チーム「リトルホークス」に入団、本格的に野球を始めた。父親の町工場においても草野球チームを結成し、岡田自身も村山が着用している背番号11を付けてマウンドに上がった。また、阪神甲子園球場へタイガースの試合を見に行くことがあったが、観戦する場所はネット裏やタイガースファンの多い一塁側ではなく敵側ベンチのある三塁側で、その理由として読売ジャイアンツの長嶋茂雄を一番近くで見ることが出来る上、そこから野次を飛ばすためだったという。
1972年、明星中学校3年生時に中学野球大阪府大会で優勝。1973年3月、村山実の引退試合が行われたが、最後のマウンドへ上がる村山のキャッチボールの相手を試合前に務めた。同年4月、北陽高等学校に進学。2学年上には有田二三男（のち近鉄）と慶元秀章（のち近畿大学～クラウンライター／西武～近鉄）がいた。同年夏の甲子園に左翼手として出場、7番あるいは2番打者として起用される。3回戦では有田が宮崎県立高鍋高等学校からノーヒットノーランを達成。準々決勝に進むが愛媛県立今治西高等学校に2対6で敗れた。この大会では3試合で9打数3安打、打率.333を記録している。3年生時の1975年にはエース兼4番打者として府予選決勝まで進出するも、興國高に0対2で敗れ、甲子園出場は果たせなかった。この頃、読売ジャイアンツからドラフト指名の話を受けたことがあったという。
岡田はプロ入りせずに一般入試で早稲田大学に合格し、その後早稲田大学野球部のセレクションを受験、15打数14安打14本塁打（自著では10スイング中、7スイングがフェンス超えだったという）という驚異的な打撃力を見せて一発合格を果たす。3学年上に松本匡、吉沢俊幸、八木茂、2学年上に佐藤清、難波秀哉と山倉和博のバッテリー、1学年上に金森栄治らがいた。東京六大学野球リーグでは1976年秋季リーグから「7番打者・左翼手」としてレギュラーを獲得、江川卓（法政大学）から3安打を放って注目を集めた。2年生からはかつて憧れていた三宅と同じ三塁手として5番打者を任され、1978年秋季リーグでは三冠王に輝き、4年ぶりのリーグ優勝を果たす。同年、第7回日米大学野球で三塁手として4番打者を務めた。1979年春季リーグでは主将としてリーグ連覇に貢献し、同年の全日本大学野球選手権でも決勝に進むが、香坂英典・高木豊を擁する中央大学に敗れ、準優勝に終わる。第7回・第8回日米大学野球選手権大会にも出場し、全日本の4番打者として全試合に出場した。この全日本では原辰徳（東海大学）とポジションが被ったため、岡田が遊撃手に回った。大学同期にはエースの向田佳元、捕手の有賀佳弘、外野手の島貫省一がいた。
岡田のリーグ通算成績は88試合で309打数117安打、打率.379、20本塁打、81打点で、打率と打点はリーグ記録として2023年現在も破られていない。また、1977年秋季から5季連続でベストナインに選出されたほか、1978年春季・対東京大学2回戦では史上2人目のサイクル安打を達成するなど、岡田は大学野球の花形選手となった。
卒論は「私の打撃理論。」というテーマで執筆したが、実際には単位不足で卒業扱いとはならなかった。

### 阪神入団～ブレイザーとの確執
上記のように、東京六大学野球史に残る記録を次々に樹立したためにプロ野球各球団の岡田獲得競争は一気に過熱、ドラフト会議の目玉となった。岡田は10月29日のプロ入り表明会見の席において希望球団を問われ、「（地元の）阪神だったら最高ですが、阪急（ブレーブス）などの在阪球団を希望している。その他の球団ならば、指名時に考えてみる。しかし、フロントがしっかりして優勝を争える球団なら行きたい」「巨人、西武も優勝を狙えるし、良いですね」と答えた。しかし、後年のインタビューでは「僕が一人っ子だったことで母が『関西に帰ってきてほしい』と思っていたから、実際は阪神だけでなく阪急、近鉄、南海という関西の球団ならどこでもよかった」と語っている。なお、ある一部のマスコミに意中の球団をインタビューされた時、「どこの球団とは言えませんが、セ・リーグの在阪球団が希望です。」と事実上、阪神が希望と言っているのと同等の発言をした逸話もある。ドラフトでは当時史上最多となる6球団（西武・ヤクルト・南海・阪神・阪急・近鉄）が岡田を1位指名したが、抽選の結果、阪神が交渉権を獲得、岡田の阪神入団が決まった。契約金6000万円、年俸480万円。
1980年春季キャンプで監督のドン・ブレイザーは「オカダはまだ新人。じっくり鍛えたほうが良い」という考えで、一塁や外野の練習をさせていた。岡田はブレイザーとの初対面の際に、通訳兼コーチの市原稔を介して「いくら力のあるルーキーでも、メジャーでは最初から試合に起用することは無い」と告げられたが、岡田は「そんなん関係ないやん」という反骨心が芽生えたと著書に記している。しかし当時の野手陣には三塁手に「ミスター・タイガース」掛布雅之、遊撃手として岡田が入団する前年に太平洋クラブライオンズ→クラウンライターライオンズから加入して、後に岡田の後任で阪神監督を務めることになる真弓明信、二塁手に中村勝広・榊原良行と、ヤクルトスワローズから獲得したデーブ・ヒルトン、一塁手に真弓が加入前まで遊撃手だった藤田平がおり、岡田の入る場所は無かった。しかも、ヒルトンはアリゾナキャンプの途中からチームに合流したため、二塁へのコンバート計画を聞いていた岡田は「なぜ二塁手のヒルトンを獲得するのか」と複雑な気持ちになり、まもなくブレイザーからは外野の練習をするように指示されたという。
オープン戦で本塁打を2本放つ活躍をしたが1980年の先発内野手は、一塁手ヒルトン、二塁手加藤博一、三塁手掛布雅之、遊撃手真弓明信の布陣でスタートした。ヒルトンはオープン戦で特大本塁打を放ったがシーズン開幕直後から打撃不振に陥ったものの守備面が評価されて起用され続け、その後、掛布が負傷離脱した4月19日、20日も岡田の起用が見合わせられたため（この時、岡田も負傷していたという説もある）、ファンの間から「なぜ岡田を出さない」という不満が盛り上がり、ファンの一部はヒルトンやブレイザーを悪者扱いし、更には妊娠中の妻が同乗していたヒルトンの車を取り囲み罵声を浴びせ、車を蹴るといった嫌がらせが激しくなった。4月22日の対大洋戦前に小津正次郎球団社長がブレイザー監督と2時間会談して説得し、その日以降は岡田が三塁手で起用された。ヒルトンは18試合出場、打率.197、本塁打0本の不振から抜けられずに5月10日に解雇された。阪神球団は新たにブルース・ボウクレア外野手を獲得したが、これに反対するブレイザーと球団の関係が極度に悪化し、5月15日、球団は不明瞭な形でブレイザーを解任し、コーチだった中西太に監督を交代させた。掛布が復帰した5月17日以降は二塁手で起用され新人王に繋がったが、自らの力でチャンスを掴みたかったので、当時ヒルトンが出場する度に「オカダ・オカダ」とコールが湧いたことに対して、後年のインタビューで「あの岡田コールは嫌だった」と苦言を呈している。また、後年、ブレイザーに親しい人物からブレイザーの「憎くて使わなかったのではなく、期待されて入団してきたルーキーだから余分な力みを生まない楽なところから使ってやりたかった。だから時期がずれた」というコメントを伝えられ、「今となればこのメッセージはある程度、理解できるようになった。ブレイザーもかなり悩んだのだろうし、考えたのだろう。自分も監督になり、そのことはよくわかった」と著書に記している。
この年、オールスターゲームの第1戦において22歳7か月で代打本塁打を放ったが、これは2015年の第2戦で19歳11か月だった森友哉が代打本塁打を放つまでオールスターでの代打本塁打の最年少記録だった。
ブレイザー監督とヒルトン退団の遠因となったこの年の岡田のポジションは、掛布雅之が故障したことで三塁手が最も多く、遊撃手、二塁手、一塁手でも出場している。打順は前半の7番、8番打者から次第に繰り上がり、終盤は5番打者として起用された。同年は規定打席（13位、打率.290）にも達し、18本塁打を放つ。
1981年には初めて全130試合に出場し、20本塁打を記録する。ポジションは二塁手に固定された。前年のルーキーイヤーから2年連続2桁本塁打を記録したが、これは後に佐藤輝明がルーキーイヤーの2021年、2022年に連続2桁本塁打を記録するまでは、ほかに田淵幸一しか記録者のないものだった。
1982年には安藤統男監督が就任し、同年は打率.300（リーグ9位）を記録した。このシーズンも2桁本塁打を放ち、新人からの3年連続も阪神では以前には田淵、その後も佐藤だけが記録しているものである。
1983年も開幕から79試合で18本塁打を記録し、本塁打王争いにも加わっていたが、7月10日の対広島戦で右大腿二頭筋を断裂し、残りのシーズンを棒に振る。以後、脚部の負傷に悩まされることになる。岡田が離脱した二塁手に遊撃手だった真弓明信が入り、空いた遊撃手は平田勝男が入った。
1984年、春季キャンプには参加したが、実戦復帰はずれ込んで5月19日対広島戦から先発に復帰した。当初二塁手を中心にランディ・バースの帰国時などに時折一塁手も守るという形だったが、後半戦は主に右翼手で起用された。打撃は打率.297、本塁打15本、51打点と、故障明けとしては悪くない成績を残している。
1985年、吉田義男監督が就任し、真弓と入れ替わり、再び二塁手に戻る。シーズンは5番を通して活躍した。4月17日、甲子園での対巨人戦で、バース・掛布に続きバックスクリーン3連発の締めを打った。この時、バース・掛布と続いた後の岡田の打席にかかるプレッシャーは大きく、「ヒットで良いという考えはなかった。こうなったらホームランを狙うしかないやろう。絶対、スライダーしかないな！」と後に振り返っている。また、バックスクリーン3連発前日の対巨人戦でも、1-2で迎えた4回裏二死、四球で出塁した岡田は、佐野仙好が放った平凡なフライを遊撃手河埜和正が落球する間に一塁から一気に本塁生還し、大量7点の猛攻へと繋げる活躍を見せている。監督の吉田義男も「あの岡田の全力疾走が大きかった」と評価した。
同年8月12日、当時の球団社長だった中埜肇が日本航空123便墜落事故で死亡するという悲劇が起こった。特に阪神ナインの中でも中埜に目をかけてもらい、自らも“飛行機派”と称していた岡田の受けたショックは大きかったという。8月は打率.429・10本塁打・31打点の活躍でプロ入り初の月間MVPを受賞。更に9月15日の甲子園での対中日戦ではサヨナラ2点本塁打、翌16日にもサヨナラ中前打を放ち、2試合連続サヨナラ打を記録する。最終的に選手会長兼5番打者として、バースに次ぐリーグ2位の打率.342、リーグ4位の35本塁打、リーグ5位の101打点という自己最高の好成績を残し、真弓・バース・掛布らとともに球団初の日本一に貢献した。
1986年は前年と同じく5番打者、二塁手で開幕戦に先発出場すると、4月後半に掛布が故障離脱したのに伴い4番打者に抜擢された。5月半ばに掛布が復帰すると5番に戻るが、この年の掛布は再離脱を繰り返したため8月末以降はシーズン終了まで4番打者を務めた。9月3日に父を亡くしたが、翌9月4日の対大洋戦に出場して本塁打を放った。前年よりは数字を落としたが、打率.268、本塁打26本、打点70と主軸打者に相応しい成績を残した。
1987年は打率2割5分台・本塁打14本とチームの不振を語るような成績になるが、その後は3年連続20本塁打を記録した。
1988年に村山実監督が就任し、開幕時は5番二塁手で、5月以降は4番二塁手で起用された。打率.267、本塁打23本、打点72と打撃成績が復調した。
1989年、掛布の引退に伴い、大学時代に守っていた三塁手にコンバートされた。6月25日の甲子園での対巨人戦、1-4で迎えた8回裏二死満塁で、ビル・ガリクソンから左翼ポール際へ劇的な逆転満塁本塁打を放った。奇しくも30年前の天覧試合と同じ日で、スコアも5-4と裏返しとなり、天覧試合勝利投手の巨人監督・藤田元司の目の前で、敗戦投手だった村山実の仇討ちを果たした。イニングの最初にスコアボードを見て「2アウト満塁なら自分まで回ってくる」と思っていたら本当に回ってきたと後に語っており、ヒーローインタビューでも「3点差だったので満塁で回ってきたらホームランしかないと思った」と胸を張った。この本塁打を含めて月間8本塁打などの活躍で、同じく9本塁打のチームメイトのセシル・フィルダーを抑えて、プロ入り2度目の月間MVPを受賞した。
1990年から中村勝広監督が就任し、八木裕が遊撃手から三塁手にコンバートされ、岡田は二塁手に戻った。
1991年は規定打席到達では自己ワーストの打率、安打、打点に終わる。
1992年、日本プロ野球選手会会長としてFA制度導入に尽力する。選手としてはこの年から二塁を和田豊に譲り、一塁にコンバートされる。シーズンでは新庄剛志や亀山努の台頭に加えて、打率1割台と深刻な打撃不振に陥り、先発出場は激減。4月25日の試合では代打に亀山を送られた場面もあった。この夜、遠征先の宿舎で食事中に亀山が謝りに来たのに対し「お前はなんも悪ないやろ」と答えたが、その模様を他の若い選手が見て見ぬふりをしているのに気づき、自分に周囲が気を遣っていると感じていた。この年のオフ、一部で翌年の戦力構想から外れ、本人がトレード志願との一報が出る。一時はダイエー移籍の可能性が高いとも報じられたが、一転して球団が慰留に務め、残留に合意した。
1993年、再び外野手として起用されるようになるが出場機会は前年よりさらに少なく、「体力の衰え」という理由で阪神を自由契約になる。

### オリックス時代
1994年のキャンプイン直前に仰木彬が率いるオリックス・ブルーウェーブに入団。その会見では「これからも阪神ファンであり続ける…」と涙ながらにタイガースとの別れを惜しんだ。その直前、週刊誌上で不倫スキャンダルを暴露され、そのまま現役引退の危機に晒されるが、調査によってスキャンダル自体が自称「愛人」の女が金銭目当てにでっち上げた作り話と判明、さらには岡田が恐喝され200万円を脅し取られる被害を受けていたことが明らかとなり、警察の強制捜査に発展し、最終的にはこの女が恐喝容疑で逮捕されて一件落着となった。この際には、豊富な技術と経験を持つ岡田を諦めきれないオリックスが、リース会社が本業であることから社内に豊富なノウハウを持つ調査要員を有しており、これを動員して真相の端緒を掴み、後に恐喝事件としての刑事捜査に繋がっている。
1994年の春のキャンプ中、オリックスに89年1位で入団しながら伸び悩んだパンチ佐藤がフジテレビ「プロ野球ニュース」のカメラの前で「今年、復活に賭ける男」と宣言。この年阪神から移籍した岡田を見つけると「岡田さん、一緒に写って下さい。一緒にカメラの前で、今年復活にかける、と言いましょう!」と力強く誘ったが、岡田は引きつった笑みを見せながらあからさまに嫌がり「復活って、俺はそうやが、お前、ええ時あったんか」と返した。なおも「いや、これでもお立ち台に立ったこともあるんです。今年にとにかく賭けてるんです。一緒に写りましょう!」と食い下がったが、一流選手としてのプライドが高いことで有名な岡田が呆れ返り「復活って、お前、何もないやないか」「一緒にすんなよ」とあくまで拒否。パンチにとって吉兆とはいえない現役最後のシーズンの始まりであった。オープン戦では打席に立ったときに阪神ファンからも応援される光景が観られた。
1995年、出場機会も減り、10年ぶりの優勝をオリックスで経験したのを花道に、現役引退した。日本シリーズでの出場機会はなかった。
1996年3月26日、古巣・阪神とのオープン戦が引退試合となり、岡田は試合終了後に阪神・オリックス両選手から胴上げされてグラウンドを去った。
現役中はスポーツ用品メーカーであるSSKのアドバイザリースタッフを務めた。

### コーチ時代
1996年、オリックス二軍助監督兼打撃コーチに就任。
1998年、二軍助監督兼打撃コーチとして阪神に復帰。またこの頃、自動車運転免許を取得。
1999年には二軍監督兼打撃コーチとなる。ここで育成していた選手たちが後に主力選手に成長することになる。
2000年から2002年までは二軍監督（専任）。1999年と2002年にはファーム日本選手権で優勝し、2度、日本一となった。後の一軍監督退任時に思い出として「二軍で若手が育っていくのが楽しみで、それが（一軍監督時よりも）思い出に残る」と語っている。
2003年に一軍内野守備走塁コーチへ配置転換。三塁ベースコーチを担当した。三塁ベースコーチとしての状況判断は正確無比であった。大西崇之は現役時代に「うまいと思った三塁コーチ」について、岡田の名を挙げた。

### 第1次阪神監督時代
2003年オフ、健康問題により勇退した星野仙一の後任として第30代一軍監督に就任。大阪府出身の監督は球団創設69年目にして初となった。背番号はコーチ時代から引き続いて『80』。就任時には「期待してもらって結構です」と挨拶した。
監督初年度の2004年は井川慶ら優勝に貢献した選手の不調に加え伊良部秀輝のセットポジションの欠点、ジョージ・アリアスの好不調の波の激しさ、マイク・キンケードの度重なる死球による怪我、さらにジェロッド・リガンの負傷やその年に開催のアテネオリンピックの野球に出場したジェフ・ウィリアムスと安藤優也の不在による戦力低下が響いて4位に終わった。
2005年はジェフ・ウィリアムス、藤川球児、久保田智之による『JFK』を勝利の方程式として起用するようになる。9月7日のナゴヤドームにおける中日との2ゲーム差での首位攻防戦で、9回表の微妙な本塁クロスプレーでのアウトの判定が伏線となり（本塁憤死した走者は奇しくも11回に決勝弾を放った中村豊）、直後の9回裏に同じような本塁クロスプレーでのセーフの判定を巡って審判団に詰め寄り、選手全員を一時ベンチへ引き揚げさせるなど激しく抗議した。その後フロントの説得により放棄試合は回避するも、赤星憲広の落球で一打サヨナラ負けのピンチになる。ここで監督就任後初めてマウンドへ向かい、クローザーの久保田に対し「もう打たれろ! 打たれてもお前は悪ないからな。オレが責任持つからもうムチャクチャほうったれ（投げたれ）!」と言葉をかけた。久保田は後続の渡邉博幸、タイロン・ウッズを連続三振で抑え、11回表の中村豊の本塁打が決勝点となり死闘を制した。
この一見投げやりにも取れる言葉の裏には「たとえこの試合に負け、さらには優勝を逃したとしても全責任を自分が背負う」という強い覚悟が込められていた。試合終了後、中日監督の落合博満に「今日は監督の差で負けた」とまで言わしめた。結果的にこの戦いを境に阪神は連勝を重ね、亡き父の誕生日に当たる9月29日、甲子園球場での対巨人戦でリーグ優勝を達成した。
しかし、日本シリーズは千葉ロッテマリーンズに4戦4敗のストレート負けとなった。またシリーズ中は4試合中3試合が大量ビハインドであったことから、僅差の展開となった第4戦を除き『JFK』（藤川のみ第3戦にも登板）を起用しなかった。
11月19日、甲子園球場で開催されたファン感謝デーのイベント「夢のOB交流戦」という紅白戦で、岡田は白組のプレイングマネージャーとして出場。試合の最後に「代打、オレ」で打席に立ち、サヨナラ2点本塁打を打ちMVPに輝いた。
2006年3月6日、絶滅が危惧されている野生のトラを保護するため、トラ保護基金に2006年シーズンの公式勝利数と同じ数のトラ保護レンジャー用の装備を寄付すると表明。そして、2006年の勝利数と同じ84個分の装備品の代金75万6,000円（1セット約9,000円）を寄付した。この活動が評価され、12月12日にインド政府から「阪神の最後まであきらめない姿勢に勇気づけられた。支援に非常に感謝している」などと記された感謝のメッセージを受け取っている。
2007年6月8日の対オリックス戦（甲子園球場）の8回裏、打者鳥谷敬の守備妨害を巡り球審の谷博に抗議を行った際に谷の胸を突き飛ばし、現役・コーチ及び監督生活を通じて初めての退場処分を受ける。8月16日の対中日戦（京セラドーム）では、8回裏に一塁走者が二塁でアウトになったことをめぐり二塁塁審の井野修に抗議して胸を突き飛ばしたため、2度目の退場となった。なお、同じシーズン中に2度退場になった監督は他にも複数いるが、阪神では岡田が初であり、セ・リーグ日本人監督でも初めてであった。
2008年、チームは開幕からスタートダッシュに成功し首位を独走していたが、北京オリンピックの野球日本代表に主力である新井貴浩・矢野輝弘・藤川球児を派遣して以後、チーム状態が空転し始め、打撃陣の不振や故障者の続出などで、一時は13ゲーム差をつけていた巨人に終盤で逆転されペナントレース優勝を逃した。この責任を取る形でこのシーズン限りでの辞任を発表した。クライマックスシリーズ第1ステージ最終戦で敗退したことでこのシリーズが最後の指揮となった。試合終了後、選手会長の赤星憲広の発案により、選手・コーチから監督を務めた年数と同じ5回胴上げされた。

### 第1次阪神監督退任後
2008年11月、デイリースポーツ新聞社と客員野球評論家として契約を結び、自伝コラムを年末にかけて執筆。2009年2月1日の朝日放送「虎バン」で解説者としてデビューし、日本テレビ・読売テレビ・朝日放送・サンテレビ・スカイ・Aを中心に在阪局でプロ野球解説者として出演した。
4月12日の阪神対巨人戦（東京ドーム）での日本テレビによる中継に招かれ、解説者としての全国デビューも果たした。特定の局の専属解説者になるのは「どこかの専属で行動を縛られるのは避けたい」という岡田本人の意思もあり、見送られた。
評論家活動とは別に、2009年シーズン開幕前に岡田は日本プロ野球機構から「調査委員会」の委員として任命され、8月にメンバーの熊﨑勝彦（元・東京地検特捜部長）、石塚久（弁護士）と顔を合わせた。通常の任期は2年だが、後述のオリックス監督就任に伴い1年の任期を残して退任している。

### オリックス監督時代

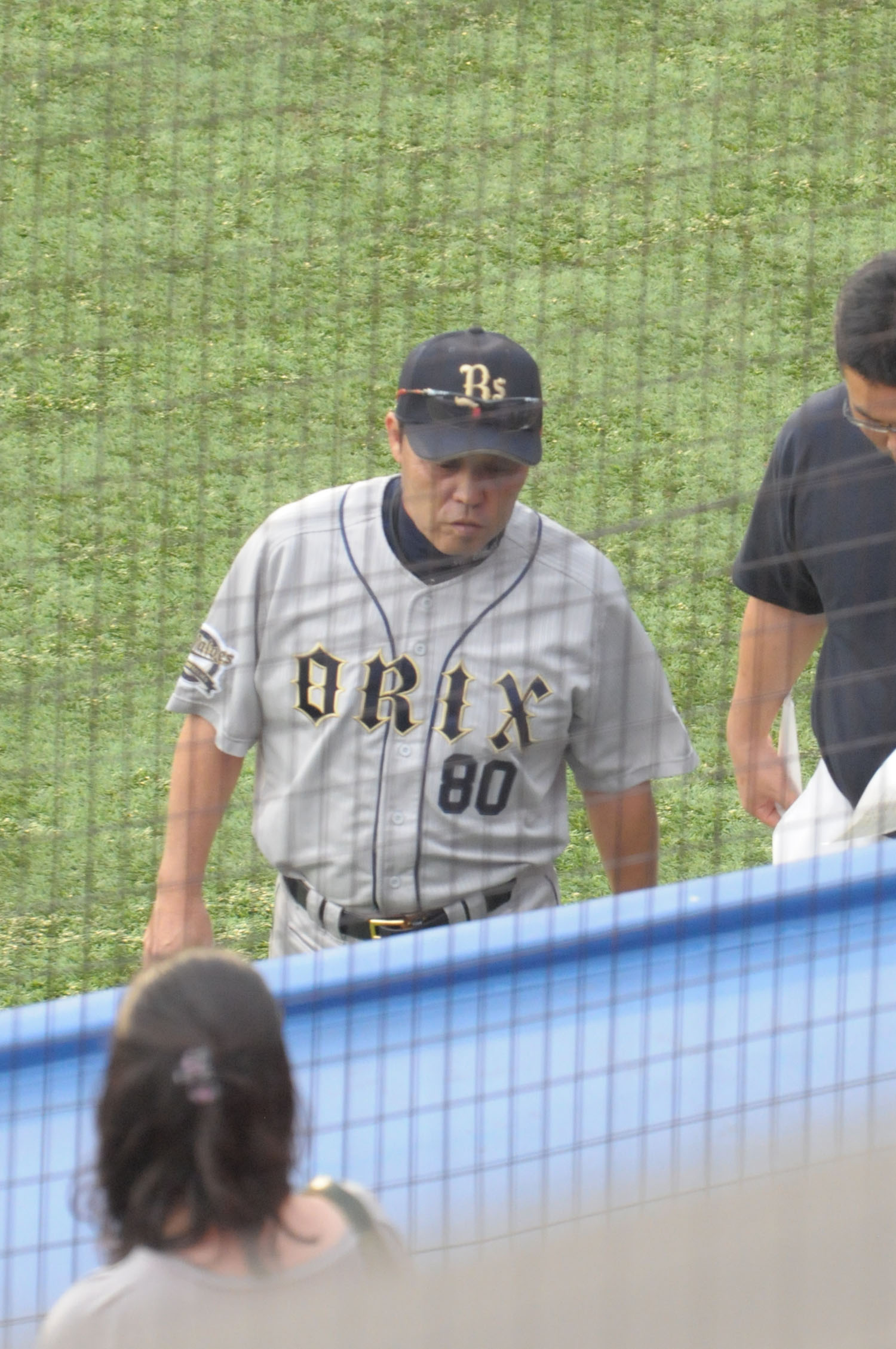
オリックス監督時代
（2011年8月6日 QVCマリンフィールドにて

2009年10月13日、翌シーズンからオリックス・バファローズの監督就任が発表された。契約内容は3年契約の1億円、背番号は阪神監督時代と同じ80。チーム編成、広報面などで全権を任されており実質GM兼任となる。岡田自身は10月14日に就任記者会見を行った。これにより岡田は旧・ブルーウェーブ時代の球団OBとして初のオリックス・バファローズ監督となった。阪急・オリックス球団におけるOB監督は1980年シーズンの梶本隆夫以来実に30年ぶりである。
2010年3月31日、対北海道日本ハムファイターズ戦（東京ドーム）でT-岡田が勝ち越し本塁打を放ち勝利。阪神監督時代から通算400勝目を達成した。6月8日に投手コーチである星野伸之が休養に入り、後任には小林宏が就任したが、小林の経験の少なさから投手起用についても自身が決定することを明言し、投手コーチも兼任することとなった。このシーズンは交流戦で優勝を飾り、T-岡田や投手の金子千尋の躍進があったが、後半に入って敗戦が増え、最終的には5位に終わった。
2011年シーズン序盤はチーム打率が2割を切るなどの極度の打撃不振に陥り一時は最下位となった。交流戦に入ると調子を取り戻し15勝7敗2分の2位と躍進したが、その後は大型連勝と連敗を繰り返し、好不調の波が激しかった。7月2日・3日に福岡ソフトバンクホークスに2日連続のサヨナラ勝ち、そして5日には東北楽天ゴールデンイーグルスにもサヨナラ勝ちを収め、阪神監督時代の2008年9月9日 - 11日に東京ヤクルトスワローズ相手に3試合連続サヨナラ勝ちして以来、2回目の3試合連続サヨナラ勝ちを達成したプロ野球史上唯一の監督となり、8月7日の対千葉ロッテマリーンズ戦で監督通算500勝を達成した。しかし、引き分けでもクライマックスシリーズ（CS）進出だった最終戦に敗れて1毛差で埼玉西武ライオンズに3位を奪われ、チームとして3年ぶりのCS進出・Aクラスを逃した。また、この年は不振に見舞われたキャプテンの後藤光尊やアーロム・バルディリス、さらに中盤には4番のT-岡田といった主力選手を次々に二軍落ちさせるなど、阪神監督時代では余り見られなかった一軍と二軍との選手入れ替えを頻繁に行う采配が見受けられた。自身の幕のなかったポストシーズンには巨人の内紛について評論、サッカー日本代表が野球の陰に隠れてしまうことを憂う一面を見せた。
2012年は前年オフに大型補強をおこない、「優勝」を口にするほどであった。しかしシーズンでは主力選手の相次ぐ故障離脱もあり開幕早々から低迷。4月に1度だけ勝率を5割に戻したことはあったものの貯金を作ることは1度もできず、パ・リーグでいち早くBクラスが確定。さらに3年契約が期間満了を迎えることを受け、9月22日に球団から契約を更新しないことを告げられ、シーズン終了をもって正式に退任することが発表された。退任発表時、球団側はシーズン終了まで指揮を執らせる方針であったが、シーズン最下位が確定した翌日の9月25日、「来シーズンを見据えたスタートをいち早く切りたい」という理由で方針転換。ヘッドコーチの高代延博とともに休養することを発表した。

### オリックス監督退任後
2013年からは、デイリースポーツの野球評論家に復帰。同紙では1月から、自身の経験を基に球界の旬の話題などを独特の見解で定義付けるコラム「岡田辞典」の連載を開始した。また、「そらそうよ」（『それはそうですよ』という意味の関西弁）をよく口にしていることを踏まえて、「阪神元監督OKADA流野球論　岡田彰布のそらそうよ」という連載コラムを『週刊ベースボール』で担当。朝日放送・読売テレビ・Tigers-aiを中心にプロ野球中継での解説も再開している（ラジオに関してはABCの事実上専属出演である）。

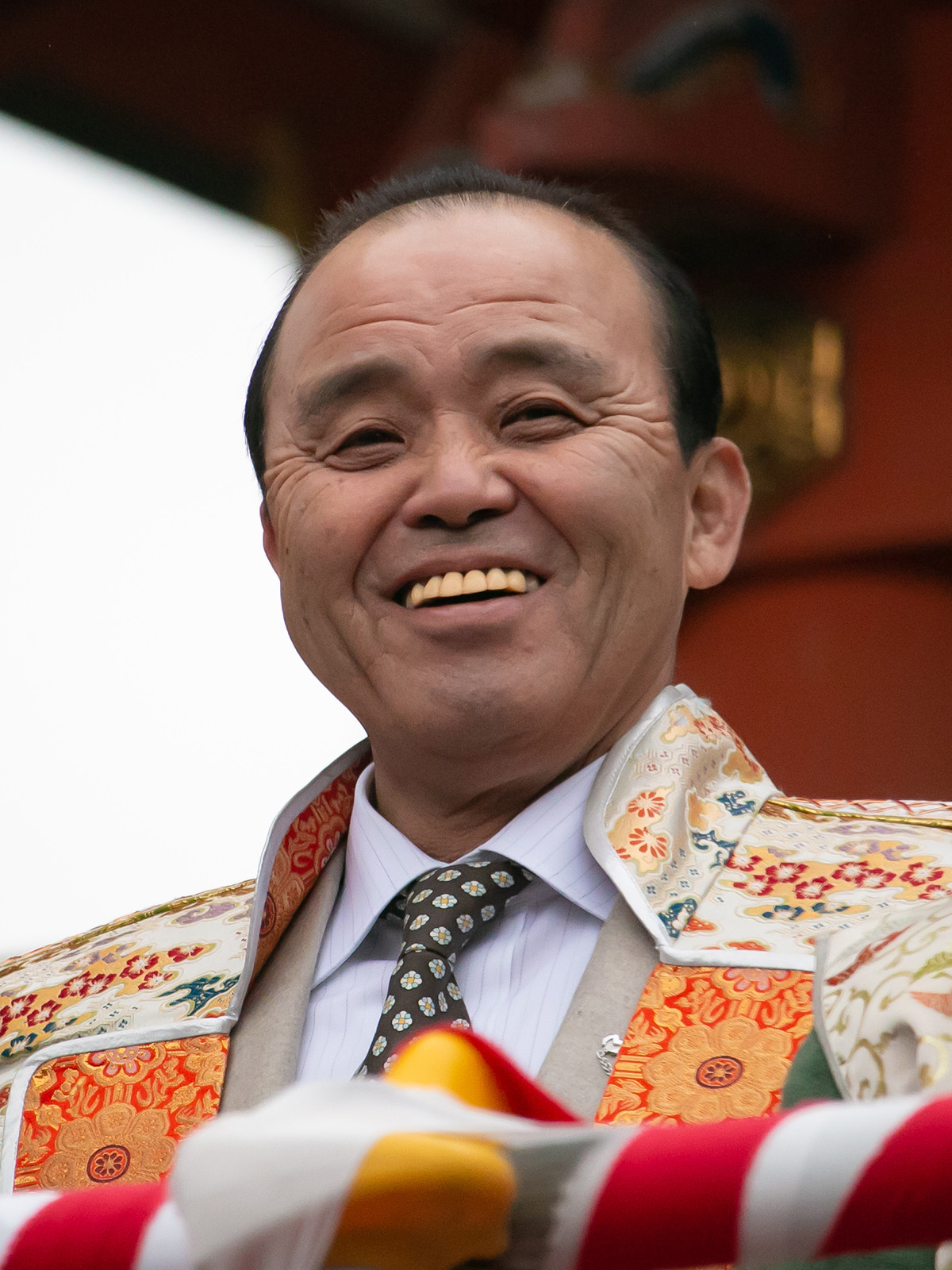
生田神社豆まき神事にて（2019年2月3日）

2017年からは、大学の後輩にあたる江尻慎太郎と共に、東日本放送の東北楽天ゴールデンイーグルスの公式戦中継やスポーツ番組で解説を務めていた。

### 第2次阪神監督時代
2022年シーズン中より、同年限りでの退任を表明していた矢野燿大の後任候補として名前が報じられるようになる。9月下旬に阪神球団がLINEでマスコミ各社に「報道規制」を依頼したとする報道もなされたが、9月27日にはサンケイスポーツが「岡田が次期監督に内定」と報じる事態となった。
シーズン終了後の同年10月15日、岡田の監督就任が正式に発表された。背番号は第一次監督時代、およびオリックス監督時代と同じ「80」。
迎えた2023年は、それまで打順やポジションが流動的であった大山悠輔を「4番・一塁」、佐藤輝明を「5番・三塁」に固定。また中野拓夢を二塁にコンバートし、空いた遊撃には木浪聖也を起用。投手陣では3年目の村上頌樹やソフトバンクから現役ドラフトで獲得した大竹耕太郎を先発ローテーションに定着させ、序盤から不調だった湯浅京己の代役として岩崎優を抑えに配置転換。打順は年間を通してほぼ固定するなど大胆な変革を施して順調にシーズンを勝ち進んだ。そして9月14日、阪神球団としては18年ぶり6度目となるリーグ優勝を達成した。奇しくも前回（2005年）と同じ「木曜日の甲子園球場における対巨人戦ナイトゲーム」で優勝を決めた。またこの日が監督就任発表から334日目であることも併せて話題になった。66歳になるシーズンでの優勝監督はパ・リーグも含めると2013年の星野仙一（当時楽天）と並び最年長タイ、リーグ優勝決定時点の年齢（65歳9ヶ月）では2000年の長嶋茂雄（当時64歳7ヶ月）が持つセ・リーグ最年長記録を更新した。阪神の監督として2度のリーグ優勝を達成するのは、1962年・1964年に優勝した藤本定義以来59年ぶり2人目となった。
広島と対戦したクライマックスシリーズファイナルステージに4勝0敗（うち1勝はレギュラーシーズン優勝によるアドバンテージ）の成績で優勝を収め、岡田にとって18年ぶりとなる日本シリーズ出場が決定した。
かつて選手や監督として在籍したオリックスとの日本シリーズは第7戦までもつれ込んだが、4勝3敗で球団として1985年以来38年ぶり2度目の日本一を達成した。岡田は1985年に選手、2023年に監督として阪神タイガースにおける2度の日本一をいずれも経験することとなり、同時に選手・監督の双方で日本一を達成した球団初の人物ともなった。また、65歳11ヶ月での日本シリーズ優勝は2013年の星野仙一（当時66歳9ヶ月）に次いで史上2番目の年長記録となった。
2024年7月6日の対DeNA戦に勝利したことで阪神監督としての通算515勝に到達し、藤本定義の514勝を抜いて球団の歴代単独1位となった。
同年10月3日に今季限りでの退任が報道され、同月6日に退任を正式表明した。この年は最後まで優勝争いに絡むも、最終的にリーグ優勝した巨人と3.5ゲーム差の2位に終わった。最後の指揮となった10月13日のクライマックスシリーズファーストステージ第2戦（対DeNA）は3対10の大敗を喫し、第1次政権やオリックス時代とあわせ通算10年間の監督生活を終えた。クライマックスシリーズ開幕直前に風邪をひいた影響で試合後のファンへの挨拶は行われず、オーナーへのシーズン終了報告や監督退任会見も行われなかった。その後、同月中には体調が回復し、同月28日に西宮市内の球団施設を元気な姿で訪問していたことが報じられた。

### 第2次阪神監督退任後
阪神監督の後任を球団本部付スペシャルアシスタント（SA）の藤川球児に引き継ぎ、2024年11月1日付けで「オーナー付顧問」として3年間の契約期間で球団フロント入りした。

## 選手としての特徴

### 打撃
インコースを捌くことができる貴重な選手であり、低めの球を得意とした。選球は相手投手の配球を読んで打つもので、現役時代の大半は初球打ちをしなかったという。これは「初球は何がくるかわからない。2ストライク後なら真っすぐか決め球が来る。狙い球を絞りやすい」という考えのものであり、2ストライクに追い込まれてから打つことを得意としていた。また、選球眼に長けており、三振が少なく四球の多い打者であった。
長く阪神の主力としてクリーンアップを担い、プロ入り後は12シーズン連続で2桁本塁打を記録するなどスラッガーとして活躍したが、意外にもシーズン30本以上を記録したのは優勝した85年シーズンのみであり、打率3割達成も通算で2回のみと打撃タイトル獲得までには至っていない（新人王は獲得）。優勝した85年シーズンはいずれもキャリアハイとなる打率.342、本塁打35、打点101と、三冠王を取ってもおかしくない成績を残したものの、チームメイトのランディ・バースがそれ以上の成績を残したため、タイトル獲得とはならなかった（打率はバースに次ぐ2位だった）。また、90年シーズンも開幕から好調を維持し、両リーグ通じて本塁打10号一番乗りを達成したものの、その後は数字を伸ばすことができずに20本塁打で終わっている。本人は打撃タイトルよりもチームの成績に重きをおいている部分が見受けられ、チーム状況に応じた打撃を心掛けていたとされる。
川上哲治が言ったとされる「ヒット1本、フォアボール1個で首位打者」を打撃の励みにしたという。

### 守備
大学時代は主に三塁手であったが、プロ入り後には掛布雅之がいたことから二塁手に定着。しかし、1983年シーズン途中に右大腿二頭筋の断裂という重傷を負うと、当時の監督・安藤統男が怪我をした下半身への負担を考慮したことにより、復帰後は右翼手として起用されている。その後、監督に吉田義男が就任すると再び二塁手にコンバートされ、掛布引退後は一時期は外野を務めたこともあるが、三塁手や一塁手での出場が多かった。
様々なポジションを経験したものの、内野守備の名手としての評価があり、リーグ優勝・日本一に輝いた1985年には二塁手部門でダイヤモンドグラブ賞を受賞しており、遊撃手の平田勝男との細やかな連携を見せていた。2003年、監督・星野仙一の元では内野守備コーチとして三塁ベースコーチも務め、打撃が売りの選手であったが、守備の経験と実績も豊富な選手である。

## 監督として
監督としては堅実を重視するスタンスである。岡田は著書で「こと野球に関してはマイナスから考えるのだ。常に最悪の事態を想定してゲームを進める。これが自分の監督論といえる」と記している。
藤田平からも認められており、「チームを率いる能力、素質を持ち合わせている。」と評価している。
メジャーリーグで開発された確率論を根底にするセイバーメトリクスに近い考え方をベースにしたチーム作りを理想とする。岡田は著書で、セイバーメトリクスに関する本を読んだことはなく、文献や理論の存在を知ったのもあとからであって、自分の実践した野球が「少し、セイバーメトリクスを使った野球に重なっていた」と記し、「セイバーメトリクスの戦略を用いている」という巷間の噂は「正しく言えば、それは間違いである」としている。
阪神監督就任当時少なかったバントが2008年にはリーグトップとなった。これについて「考えが変わったわけではなく、チームの陣容が変わり、チームのストロングポイントを最大限に生かせる確率を追究した結果」と説明している。バントについて基本的には「アウトを何で一つやるのか」という思いが根底にあるとしながらも、状況に応じた必要性は否定していない。ただし、スクイズプレイについては打者に与えるプレッシャーの高さからサインを出さない。2011年8月12日の対西武戦でのスクイズが、阪神時代を含め監督就任953試合目で初めての成功事例になった。
選手のコンディションや相手チームとの相性で打順を組み替えたり、先発ローテーションを崩したりすることは基本的には好まない。ベンチワークの必要のないスタイルの確立されたチームこそ最強という持論がある。岡田は「ベンチで何もしないで、言葉も出さず、気がついたら1対0で勝っていた、そういうゲームができるチームの監督が理想」と記している。2004年に金本知憲を4番に据えてから好不調にかかわらず5年間一度も動かさなかった。これについては、金本が「休まず試合に出るチームの柱」という岡田の考える4番打者にふさわしい選手だからであるとしている。また投手分業のJFKの確立なども、岡田の勝利の方程式を重視する思想が色濃く反映された結果である。
ピンチに陥った投手などに対して、他の監督では自らマウンドに行く光景がしばしば見られるが、岡田の場合は阪神では2005年9月7日の対中日戦・2006年6月1日の対楽天戦の久保田、2006年8月31日の対中日戦・2008年7月18日の対中日戦の藤川、オリックスでは2010年8月22日の対ロッテ戦と、2011年6月15日対横浜戦・2012年7月10日の対楽天戦の岸田護に対しての7度だけである。このうちサヨナラ負けを喫したのは7度目の試合のみである（6度目は延長規定のため引き分け）。岡田は著書『頑固力』の中で「マウンドに行き、投手、もしくはバッテリーにアドバイスを送るのは監督ではなく、ピッチングコーチの仕事である。“任せる”というキーワードが監督とコーチの信頼につながるのだ」と記し、マウンドに行ったケースのうち2005年と2008年の対中日戦はいずれもペナントレースで重要な意味を持つ試合と考えていたと明かした上で、「本来こういうマウンドパフォーマンスは、私には似合わないし、決して好きな行為ではない」と述べている。
自身は二軍の下積み経験がほとんどないが、二軍の若手選手への思い入れは強い。阪神監督時代は試合のない日もよく二軍の阪神鳴尾浜球場で目撃されていた。「ファームからも若い選手をしっかりと育てて野球を仕込む。そして監督が、あれこれ手を尽くしてチームの結果を積み重ねていく、そういう監督業こそが面白いのである」という。
自らが現役時代に首位打者まであと一歩に迫りながら逃した経験から、選手起用において個人記録を重視しており、「チームの勝利が最優先であることが大原則」という条件つきながら「監督として手助けできることがあれば最大限に手を貸したつもりである」と述べている。金本の連続試合フルイニング出場、鳥谷敬の連続試合出場の記録更新、坂口智隆の首位打者争いなどにも全面的に協力する姿勢を貫いていた。
阪神一軍監督時代の2008年終盤に「JFKを酷使した」と批判されたことについては、監督を退任した後に著した『頑固力』などを通じて、「常に彼らの疲労度を見ながら起用していた」と反論。「彼らにとっては、その1球、1イニングが自らの年俸や評価をアップさせる生活の糧なのである」と記している。JFKのような救援投手に対しては、阪神の一軍監督へ復帰してからも、3連投を極力回避させるなどの配慮を施している。
第一次阪神監督時代は、日本シリーズやクライマックスシリーズなどの短期決戦で行われるポストシーズンゲームでは、その時の選手のコンディションよりもシーズン当初からのチームの理想形にこだわったとされ、成績は芳しくなかった。阪神監督に復帰した2023年のクライマックスシリーズでは、初戦と2戦目ではレギュラーシーズン中の「四球待ち」ではなく初球からの積極的なヒッティングを指示し、「王手」をかけた3戦目では広島がストライクを取りづらいと判断して再び待球作戦に切り替えるなど、スタメン自体はレギュラーシーズンと変えない中で、「相手が手を打ってきたら、それを上回る手を打をしっかり用意している」（大矢明彦）とも評される手法で4勝0敗（リーグ優勝のアドバンテージ1勝を含む）で勝利した。
チームの方針としては「優勝」を目指したチーム作りであるが、シーズン中での「優勝」と明言することは避けている一面をもつ。2009年にオリックス監督に就任した際にも「優勝てよう言わないです。怖いです。そんな簡単に優勝できるとは思ってないです。」とまで発言していた。
- 例として、2010年のオリックス監督時にチームはセ・パ交流戦優勝を狙えるポジションにいた。しかし岡田は選手へ優勝を意識させない為にあえて「優勝」という言葉を封印し、報道陣には「アレ」という言い回しを多用した[116]。するとチームは交流戦首位に立ち、オーナーの宮内義彦に「僕も『アレ』としか言いません」とまで言わせた[117]。そしてチームが交流戦優勝を果たし、チームは記念グッズとして「アレしてもうた」の言葉が入ったシャツやタオルを販売することとなった[118]。
- 2022年10月の阪神監督復帰就任の記者会見でも「『優勝します』とかよう言わないですけど、ずっと優勝は『アレ』しか僕は言ってなかったんで。はっきり『優勝します』とかよう言わないですけど、シーズン終わる頃には楽しみにしてもらったら僕はいいと思いますね」と発言し[119]、同月の秋季練習時には選手にも「アレ」の使用が「浸透している」と報じられた[120]。この結果、2023年のスローガンが「A.R.E. (Aim! Respect! Empower!)」（読みは「エー・アール・イー」）と「アレ」にちなんだものとなっている[121]（いわゆるバクロニム）。
- 阪神は岡田の復帰まで17年間、優勝争いを展開しながらも勝負弱さが目立って僅差で優勝を逃すシーズンが続いていたこともあって、過度に優勝を意識しすぎない効果を図ったこの表現は阪神ファンからも支持を集め、リーグ優勝が間近となった2023年シーズンの終盤には在阪メディアを中心としたマスコミの間にも一気に浸透し、「優勝」ではなく、「アレ」と言い換えた上で優勝の瞬間を心待ちにしている事例が多数あった[122][123]。
- 2023年シーズン、阪神がリーグ優勝、日本一を達成したこともあり、このスローガンは、「アレ（A.R.E.）」として2023年の新語・流行語大賞の大賞を受賞した。岡田は流行語大賞を受賞した壇上で「アレ」である理由について「『コレ』はすぐ手が届く。『アチラ』は遠い。『アレ』はもう少しでたどりつく」と解説し、就任前は2、3位が多かった阪神にとって「ちょうどいい」とした[124]。なお、「A.R.E」に続く各単語は岡田の妻が考案している。

2010年のセ・パ交流戦では指名打者制を使用できないビジターゲーム12試合のうち、11試合で投手を8番に置いた。
ドラフト会議ではこれまでのところ、指名重複した場合の抽選でくじ運に恵まれていない。2008年までの阪神監督時代は髙濱卓也を引き当てたのみで通算1勝3敗と外れが先行した。オリックス監督時代も、2010年に1位指名抽選をはずして、史上初めて1回のドラフト会議の1位指名抽選3連敗を喫し、翌2011年も1位指名が競合した高橋周平のくじをはずした。阪神監督に復帰して参加した2022年も通算1勝11敗と岡田同様くじ運に恵まれていなかった巨人・原辰徳監督との直接対決の末浅野翔吾をはずしている。

### 野球関係者からの評価
2004年に投手コーチを務めた佐藤義則は退任する際、「頑固過ぎる、人の意見を聞かない」と苦言を呈した。
2005年の日本シリーズで阪神と対したロッテ監督のボビー・バレンタインは、シリーズ終了後、その時点の岡田を評して「10年前の私を見ているようだ」とした。
野村克也は、2006年のシーズン前に「（中日監督の）落合のが常識の野球であって、岡田のほうがよほど変わった采配をしている」と評した。野村は2008年の開幕前に刊行した著書『あぁ、阪神タイガース-負ける理由、勝つ理由』（角川書店）の中で、岡田がサインを出さず選手任せにしていると金本知憲から聞き「監督の仕事を放棄している」「理解に苦しむ」と記す一方、JFKのリリーフ陣を構築したことは「新しい方程式を作った」として「素直に評価しなければならない」としている。その上でこの「六回までは選手主導でやらせる」JFKや「選手任せ」は、選手個々の問題意識を高める考え方に基づく可能性があり、もしそうなら名監督となる器かもしれないが、それは今後の阪神の成績が明らかにすると書いている。
これに対して岡田は阪神監督退任後の著書『頑固力』の中で、野村が自分を「何を考えているのかわからない」と言っていることに、「自分では自分なりの野球に対する考え方を持っている」「サインや作戦に関しても状況に応じて作戦は立てている。当たり前のことだ」「どちらかと言えば野村さんと自分の考えは正反対なのかもしれない」と記している。

## 人物・交友関係
愛称は「オカ」、「どんでん」。「どんでん」は、当時販売されていた家庭用調味料製品「ほんだし関西名物うどんおでんだし（通称=どんでん）」（味の素）のCMに、1998年から1999年にかけて坂田利夫と共に出演した際、坂田の「うどんのおつゆなんでんねん？」という問いかけに、岡田が「どんでんでんねん」、「おつゆはどんでん」などと答えた流麗なやりとりが大きな話題となり、以降「どんでん」が岡田の愛称として定着する。また指示語や省略が目立つ岡田の発する言葉は愛称の「どんでん」にちなんで「どん語」、コメントを「どんコメ」と称されることがある。
座右の銘は「道一筋」で、周囲の不理解や反対があっても、自分の信じた道を突き進めという意味。これは岡田の父親と親交のあった村山実の座右の銘「球道一筋」から取られている。色紙にサインする時にもこの言葉を添えることが多い。現役時代は自分の数字が残るので、目標を持って「有言実行」を座右の銘としていた。2004年の一軍監督就任時に村山氏の文字をもらおうとしたが、監督1年目で全部の文字をもらうのは失礼にあたると、球の字を外して「道一筋」としてスタートした。また、2023年に日本一を達成したのを機に、2024年1月1日から座右の銘を「球道一筋」に変更する。第三者にこの言葉が商標登録されていて、話題になったこともあった。
口癖は「そらそうよ」。そらそうよの商標権は株式会社阪神タイガースが所有しており（登録商標 第6710506号）、これに由来する「そらそーよ」という焼酎も発売され、「そら、そうよ」として自身の著書のタイトルにもなった。2023年にタイガースの監督に復帰した際には、球団公式グッズとして、「そらそうよタオル」(シークレット全20種)も発売され、運が良ければ岡田本人の顔写真が入っている。また、何を指しているのか分かりにくい「アレ」を多用する癖があり（前述の「優勝」を指す言い換えのようにあえて用いることもある）、阪神監督時代は、何に対して指摘されているのか分からなかった若手選手のために、当時レギュラー選手の赤星憲広が「翻訳」していたこともあった。長男からは「主語を抜いていることが多い」、実母からは「あの子は言葉の真ん中を抜かして話すことが多い」という指摘がなされている。2023年の阪神監督再任時には、相づちとして使っていると推測される「おーん」という間投詞も岡田の口癖として認識されるようになった。こうした岡田の話法が広まった点について、広尾晃は関西出身（もしくは関西の文化に堪能）の「岡田番」の記者がその発言をあまり変えずに紙面に載せ、岡田の側も昔の大阪にいた「旦那衆」のようにそれを咎めない対応を示した結果ではないかと述べている。また、英語教育学者の岡田圭子は、主語の省略や指示語を多用する岡田彰布の話法はわかりにくさがある一方で、「非言語」の部分の口調も含めた独自のコミュニケーションスタイルによって人を引きつけると述べている。
現役時代に務めた日本プロ野球選手会会長時代より一貫して1リーグ8球団制の提唱者である。野球のルール、日程、ドラフトに関してセとパの意見が一致しないため1リーグ制にした上で、さらに独立リーグに将来の展望がないことから独立リーグをなくして三軍制にし、三軍は地域性を重視してすべての都道府県にプロ球団を置く構想を持っている。
クライマックスシリーズについては、「そこで敗れ、日本シリーズ出場ができないと、144試合もの長いシーズンを戦った努力と、過程と評価の価値を否定されることになる」として否定的である。また、数球団を渡り歩く外国人選手が、年俸を高騰させて球団経営を圧迫したり若手日本人選手の働き場所を奪っているとして、外国人出場選手枠の減少（場合によってはゼロ）を、プロ野球改革の試案として示している。
著書ではストレス解消法として飲酒（現在は焼酎党）、カラオケ、手品やニンテンドーDSの脳トレを挙げている。大の紙巻たばこの愛煙家である。また、吉本系などのお笑い番組もリラックスするときはよく見ており、夫人が録画したビデオテープをリビングに置いてくれたこともあった。西村京太郎トラベルミステリーなど推理ドラマや数独も好むとのこと。
小学校低学年の頃から将棋を趣味としており、2008年1月24日に日本将棋連盟からアマ三段の免状を授与された。将棋を覚えたランディ・バースとは、川藤幸三とともにその相手を務めていた。
岡田が北陽高に在籍していた当時は、いわゆる校内暴力が非常に盛んだった時期でもあり、校舎の窓ガラスの大半が割られていたが、「半分はやんちゃな人、もう半分が岡田さんがホームランで割った」という伝説が残っているという。高校の1年後輩に前田日明がいる。ちなみに関西では「前田と赤井英和が電車の中で喧嘩して、見かねた岡田が仲裁に入った」という話が広まっているが、これについては前田が「赤井くんとは沿線が違い、当時は会ったこともなかった」と否定している。
ルーキーの頃に、プロレスラーのアブドーラ・ザ・ブッチャーが「コイツは、絶対に大物になる」と岡田に賛辞を送って以来、ブッチャーとは交友がある。岡田の後援会・岡田会は当時、ブッチャーの後援会もしていた。岡田は今でも恩を感じており、2005年の阪神のリーグ優勝の際には祝勝会にブッチャーを招待するプランもあったが、実現はしなかった。
シンガーソングライターの吉田拓郎が岡田のファンとされるが、岡田自身はフォークソングに全く興味がないという。
元サッカー日本代表監督の岡田武史とは同じ大阪市出身、同姓、早稲田大学の同級生、プロスポーツ監督と共通点も多い。また、共にタイガースファンである。武史の方が1歳上であるが、武史は1年浪人しており、そのため彰布と同級生であり、同時期に野球部とサッカー部の主将をそれぞれ務めた。両者の直接的な接点はなかったが、2009年に雑誌「Sports Graphic Number」の「早稲田力」特集で初対面の両者による対談が行われ、以後交友を持った。また、元サッカー選手で現在サッカー解説者の長谷川治久は高校の同級生にあたり、こちらも現在でも親交がある。
1982年12月11日に結婚式を挙げる。同年には実母がニッスイのちくわのCMに出演している（ちくわ入りの八宝菜を作り岡田に呼びかける内容となっている）。また、1986年には妻がライオンの台所用洗剤のCMに生後間もない長男と出演している。
2023年現在は西宮市在住であり、2023年11月27日に西宮市の六湛寺公園で開催された「阪神タイガース日本一西宮市民報告会」において、「（市役所に）この間も期日前投票に来ました。ちゃんとしていますから。マイナンバー（カード）も取りに来ましたから」などと語っている。
2023年に再度阪神監督就任後に度々パインアメを食べていることが話題となった。製造元のパイン株式会社は、阪神タイガースとコラボし2023年の阪神のチームスローガンである「ARE」にちなんだ「パインアレ」書かれたタオルやパインアメ24粒入の巾着などのグッズなどが販売された。

## 詳細情報

### 年度別打撃成績
| 年 度      | 球 団      | 試 合 | 打 席 | 打 数 | 得 点 | 安 打 | 二 塁 打 | 三 塁 打 | 本 塁 打 | 塁 打 | 打 点 | 盗 塁 | 盗 塁 死 | 犠 打 | 犠 飛 | 四 球 | 敬 遠 | 死 球 | 三 振 | 併 殺 打 | 打 率 | 出 塁 率 | 長 打 率 | O P S |
| ---------- | ---------- | ----- | ----- | ----- | ----- | ----- | -------- | -------- | -------- | ----- | ----- | ----- | -------- | ----- | ----- | ----- | ----- | ----- | ----- | -------- | ----- | -------- | -------- | ----- |
| 1980       | 阪神       | 108   | 403   | 376   | 44    | 109   | 19       | 0        | 18       | 182   | 54    | 4     | 2        | 1     | 0     | 23    | 6     | 3     | 45    | 6        | .290  | .336     | .484     | .820  |
| 1981       | 阪神       | 130   | 524   | 485   | 70    | 140   | 23       | 3        | 20       | 229   | 76    | 1     | 0        | 2     | 4     | 28    | 3     | 5     | 43    | 13       | .289  | .331     | .472     | .804  |
| 1982       | 阪神       | 129   | 521   | 466   | 57    | 140   | 22       | 1        | 14       | 206   | 69    | 10    | 5        | 2     | 5     | 44    | 12    | 4     | 30    | 13       | .300  | .362     | .442     | .804  |
| 1983       | 阪神       | 79    | 289   | 246   | 44    | 71    | 9        | 0        | 18       | 134   | 44    | 7     | 3        | 1     | 5     | 36    | 5     | 1     | 23    | 3        | .289  | .375     | .545     | .920  |
| 1984       | 阪神       | 115   | 366   | 323   | 38    | 96    | 14       | 2        | 15       | 159   | 51    | 3     | 1        | 0     | 7     | 33    | 4     | 3     | 41    | 13       | .297  | .361     | .492     | .853  |
| 1985       | 阪神       | 127   | 532   | 459   | 80    | 157   | 24       | 3        | 35       | 292   | 101   | 7     | 3        | 0     | 6     | 64    | 3     | 3     | 41    | 11       | .342  | .421     | .636     | 1.057 |
| 1986       | 阪神       | 129   | 551   | 474   | 67    | 127   | 21       | 0        | 26       | 226   | 70    | 11    | 3        | 0     | 4     | 70    | 5     | 3     | 57    | 14       | .268  | .363     | .477     | .840  |
| 1987       | 阪神       | 130   | 518   | 474   | 54    | 121   | 24       | 3        | 14       | 193   | 58    | 5     | 2        | 0     | 2     | 40    | 2     | 2     | 75    | 12       | .255  | .315     | .407     | .722  |
| 1988       | 阪神       | 127   | 524   | 454   | 65    | 121   | 22       | 1        | 23       | 214   | 72    | 10    | 5        | 0     | 5     | 63    | 6     | 2     | 75    | 16       | .267  | .355     | .471     | .826  |
| 1989       | 阪神       | 130   | 557   | 492   | 66    | 138   | 20       | 1        | 24       | 232   | 76    | 8     | 3        | 0     | 7     | 57    | 3     | 1     | 81    | 15       | .280  | .352     | .472     | .823  |
| 1990       | 阪神       | 130   | 571   | 486   | 75    | 129   | 27       | 0        | 20       | 216   | 75    | 7     | 2        | 0     | 4     | 74    | 5     | 7     | 87    | 12       | .265  | .368     | .444     | .812  |
| 1991       | 阪神       | 108   | 428   | 383   | 45    | 92    | 11       | 0        | 15       | 148   | 50    | 1     | 3        | 0     | 3     | 40    | 3     | 2     | 68    | 9        | .240  | .313     | .386     | .700  |
| 1992       | 阪神       | 70    | 212   | 185   | 9     | 35    | 11       | 0        | 2        | 52    | 19    | 1     | 0        | 0     | 3     | 22    | 1     | 2     | 48    | 3        | .189  | .278     | .281     | .559  |
| 1993       | 阪神       | 42    | 62    | 53    | 2     | 9     | 1        | 0        | 1        | 13    | 7     | 0     | 0        | 0     | 0     | 9     | 1     | 0     | 24    | 0        | .170  | .290     | .245     | .536  |
| 1994       | オリックス | 53    | 117   | 101   | 10    | 28    | 3        | 0        | 2        | 37    | 12    | 1     | 1        | 0     | 1     | 14    | 0     | 1     | 20    | 3        | .277  | .368     | .366     | .734  |
| 1995       | オリックス | 32    | 46    | 39    | 3     | 7     | 0        | 0        | 0        | 7     | 2     | 0     | 0        | 0     | 0     | 7     | 0     | 0     | 9     | 1        | .179  | .304     | .179     | .484  |
| 通算：16年 | 通算：16年 | 1639  | 6221  | 5496  | 729   | 1520  | 251      | 14       | 247      | 2540  | 836   | 76    | 33       | 6     | 56    | 624   | 59    | 39    | 767   | 144      | .277  | .351     | .462     | .813  |

### 年度別監督成績
レギュラーシーズン
| 年 度      | 球 団      | 順 位      | 試 合 | 勝 利 | 敗 戦 | 引 分 | 勝 率 | ゲ ｜ ム 差            | 本 塁 打               | 打 率                  | 防 御 率               | 年 齡                  |
| ---------- | ---------- | ---------- | ----- | ----- | ----- | ----- | ----- | ---------------------- | ---------------------- | ---------------------- | ---------------------- | ---------------------- |
| 2004       | 阪神       | 4位        | 138   | 66    | 70    | 2     | .485  | 13.5                   | 142                    | .273                   | 4.08                   | 47歳                   |
| 2005       | 阪神       | 1位        | 146   | 87    | 54    | 5     | .617  | -                      | 140                    | .274                   | 3.24                   | 48歳                   |
| 2006       | 阪神       | 2位        | 146   | 84    | 58    | 4     | .592  | 3.5                    | 133                    | .267                   | 3.13                   | 49歳                   |
| 2007       | 阪神       | 3位        | 144   | 74    | 66    | 4     | .529  | 4.5                    | 111                    | .255                   | 3.56                   | 50歳                   |
| 2008       | 阪神       | 2位        | 144   | 82    | 59    | 3     | .582  | 2.0                    | 83                     | .268                   | 3.29                   | 51歳                   |
| 2010       | オリックス | 5位        | 144   | 69    | 71    | 4     | .493  | 7.5                    | 146                    | .271                   | 3.97                   | 53歳                   |
| 2011       | オリックス | 4位        | 144   | 69    | 68    | 7     | .504  | 20.5                   | 76                     | .248                   | 3.33                   | 54歳                   |
| 2012       | オリックス | 6位        | 144   | 57    | 77    | 10    | .425  | 17.5                   | 73                     | .241                   | 3.34                   | 55歳                   |
| 2023       | 阪神       | 1位        | 143   | 85    | 53    | 5     | .616  | -                      | 84                     | .247                   | 2.66                   | 66歳                   |
| 2024       | 阪神       | 2位        | 143   | 74    | 63    | 6     | .540  | 3.5                    | 67                     | .242                   | 2.50                   | 67歳                   |
| 通算：10年 | 通算：10年 | 通算：10年 | 1427  | 740   | 637   | 50    | .537  | Aクラス6回、Bクラス4回 | Aクラス6回、Bクラス4回 | Aクラス6回、Bクラス4回 | Aクラス6回、Bクラス4回 | Aクラス6回、Bクラス4回 |

※1 2012年は9月25日より休養。監督代行は森脇浩司。
※2 2012年の欠場した9試合（7勝2敗）は監督成績に含まない。
※3 太字は日本一
ポストシーズン
| 年度 | チーム | 大会名                                               | 対戦相手                              | 勝敗                     |
| ---- | ------ | ---------------------------------------------------- | ------------------------------------- | ------------------------ |
| 2005 | 阪神   | 日本シリーズ                                         | 千葉ロッテマリーンズ                  | 0勝4敗＝敗退             |
| 2007 | 阪神   | セ・リーグ クライマックスシリーズ 1stステージ        | 中日ドラゴンズ（セ・リーグ2位）       | 0勝2敗＝敗退             |
| 2008 | 阪神   | セ・リーグ クライマックスシリーズ 1stステージ        | 中日ドラゴンズ（セ・リーグ3位）       | 1勝2敗＝敗退             |
| 2023 | 阪神   | セ・リーグ クライマックスシリーズ ファイナルステージ | 広島東洋カープ（セ・リーグ2位）       | 3勝0敗＝日本シリーズ出場 |
| 2023 | 阪神   | 日本シリーズ                                         | オリックス・バファローズ              | 4勝3敗=日本一            |
| 2024 | 阪神   | セ・リーグ クライマックスシリーズ 1stステージ        | 横浜DeNAベイスターズ（セ・リーグ3位） | 0勝2敗＝敗退             |

### 表彰
- 新人王（1980年）
- ベストナイン：1回（二塁手部門：1985年）
- ダイヤモンドグラブ賞：1回（二塁手部門：1985年）
- 正力松太郎賞：1回（2023年）
- 月間MVP：2回（1985年8月、野手部門：1989年6月）
- オールスターゲームMVP：2回（1980年第1戦、1988年第2戦）
- セ・リーグ 特別表彰：2回（最優秀監督賞：2005年、2023年）
- ミキハウス・サンスポMVP 特別表彰（2024年）
- 関西スポーツ賞
  - 特別賞（2023年[165]）
  - 功労賞（2024年[166]）

### 記録
初記録
- 初出場：1980年4月11日、対横浜大洋ホエールズ1回戦（阪神甲子園球場）、9回裏に深沢恵雄の代打で出場
- 初打席：同上、9回裏に平松政次の前に三振
- 初先発出場：1980年4月22日、対横浜大洋ホエールズ3回戦（横浜スタジアム）、8番・三塁手として先発出場
- 初安打・初打点：同上、8回表に加藤英美から左前適時打
- 初本塁打：1980年5月1日、対読売ジャイアンツ5回戦（阪神甲子園球場）、2回裏に新浦壽夫から左中間越3ラン

節目の記録
- 100本塁打：1985年7月13日、対読売ジャイアンツ15回戦（後楽園球場）、9回表に木戸克彦の代打で出場、西本聖から左越ソロ ※史上139人目
- 150本塁打：1987年6月27日、対広島東洋カープ12回戦（阪神甲子園球場）、6回裏に長冨浩志から左越2ラン ※史上83人目
- 1000安打：1988年5月26日、対ヤクルトスワローズ7回戦（明治神宮野球場）、10回表に伊東昭光から左前適時打 ※史上150人目
- 1000試合出場：1988年6月22日、対ヤクルトスワローズ10回戦（明治神宮野球場）、4番・二塁手として先発出場 ※史上277人目
- 200本塁打：1989年8月3日、対横浜大洋ホエールズ15回戦（阪神甲子園球場）、1回裏に遠藤一彦から左越ソロ ※史上58人目
- 1500試合出場：1992年8月9日、対広島東洋カープ18回戦（広島市民球場）、12回表に弓長起浩の代打で出場 ※史上102人目
- 1500安打：1994年6月29日、対近鉄バファローズ12回戦（日生球場）、2回表に江坂政明から中前安打 ※史上68人目

その他の記録
- オールスターゲーム出場：8回（1980年、1981年、1982年、1985年、1986年、1988年、1989年、1990年）

監督としての節目の記録
- 初勝利：2004年4月2日、対読売ジャイアンツ1回戦（東京ドーム）、8-3で勝利
- 100勝：2005年6月11日、対日本ハムファイターズ5回戦（阪神甲子園球場）、11-6で勝利
- 200勝：2006年7月14日、対中日ドラゴンズ5回戦（京セラドーム大阪）、7-2で勝利
- 300勝：2007年9月5日、対横浜ベイスターズ18回戦（阪神甲子園球場）、3-2で勝利
- 400勝：2010年3月31日、対北海道日本ハムファイターズ2回戦（東京ドーム）、3-2で勝利[167]
- 500勝：2011年8月7日、対千葉ロッテマリーンズ14回戦（QVCマリンフィールド）、7-2で勝利 ※史上28人目[168]
- 600勝：2023年5月13日、対横浜DeNAベイスターズ7回戦（阪神甲子園球場）、7-2で勝利 ※史上25人目[169]
- 700勝：2024年6月27日、対中日ドラゴンズ12回戦（阪神甲子園球場）、8-1で勝利 ※史上20人目[170]
- 同一球団（阪神）で500勝：2024年5月19日、対東京ヤクルトスワローズ9回戦（阪神甲子園球場）、7-2で勝利 ※阪神球団史上2人目[171]
- 同一球団（阪神）で515勝：2024年7月6日、対横浜DeNAベイスターズ12回戦（阪神甲子園球場）、2-1で勝利 ※阪神球団監督最多勝利数更新[172]

### 背番号
- 16（1980年 - 1993年）
- 10（1994年 - 1995年）
- 85（1996年 - 1997年）
- 80（1998年 - 2008年、2010年 - 2012年、2023年 - 2024年）

## 関連情報

### 野球以外での表彰
- ベスト・プラウド・ファーザー賞 in 関西（2013年）
- ユーキャン新語・流行語大賞 年間大賞（2023年、「アレ（A.R.E.）」）
- Yahoo!検索大賞2023 スペシャル部門（2023年）[173]

### 出演番組
野球解説者時代のレギュラー番組に限定。
- DRAMATIC BASEBALL - 日本テレビ系列における、プロ野球中継の現行タイトル。
- ABCフレッシュアップベースボール（朝日放送ラジオ）
  - 阪神の一軍監督へ復帰した2023年以降は、「タイガース（戦）聴くなら『ABCフレッシュアップベースボール』　そらそうよ」というフレーズで声を吹き込んだ音源が、スポットCMや阪神戦中継内のジングルに使われている。
- 熱視線KHBスーパーベースボール「オリックス×楽天（東日本放送、2017年 - ）- 野球解説。
- もえスポ（東日本放送、2018年 - ）- 野球解説（番組上の肩書きは「最高顧問」となっている。）

### 歌
いずれも現役時代にリリース。
- 逢えば涙になるけれど（1982年、ミノルフォンレコード、KA-2032）

阪神タイガースのマスコットガールだった岡田真弓（元ラブ・ウィンクスの平田和子）とデュエット
- ビクトリー（1984年4月1日発売、メインボーカルは細川たかし）

原辰徳・高橋慶彦・宇野勝・遠藤一彦・荒木大輔とともにコーラス参加。

### 連載コラム
- 『週刊ベースボール』「岡田彰布のそらそうよ」
  - 野球解説者時代の2009年8月 - 11月および、2014年12月 - 2022年10月に「阪神元監督OKADA野球論　岡田彰布のそらそうよ」というタイトルで週に1回連載。「そらそうよ」というタイトルに加えて、本人の口癖が本文の随所に表れている。
  - 阪神一軍監督への復帰が決まった2022年11月以降も、「阪神新監督OKADA野球論　岡田彰布のそらそうよ」に改題したうえで、執筆と連載を続けている。監督としての活動を本格的に再開した2023年の2月（春季キャンプ期間）以降は、シーズン中を含めて月1回の連載へ移行する代わりに、ページ数を「阪神元監督」時代の2ページから4ページに増やすことで対応。

### 著書

#### 単著
- 『頑固力 〜ブレないリーダー哲学』 角川・エス・エス・コミュニケーションズ〈角川SSC新書〉、2008年11月28日第1版発行（11月13日発売[174]）、ISBN 978-4-8275-5051-1
- 『オリの中の虎 〜愛するタイガースへ最後に吼える』 ベースボール・マガジン社〈ベースボール・マガジン新書〉、2009年11月20日第1版第1刷発行、ISBN 978-4-583-10231-3
- 『動くが負け 〜0勝144敗から考える監督論』 幻冬舎〈幻冬舎新書〉、2010年7月30日第1刷発行（7月28日発売[175]）、ISBN 978-4-344-98178-2
- 『なぜ阪神はV字回復したのか？』 角川書店〈角川ONEテーマ21〉、2013年9月12日発売[176]、ISBN 978-4-04-110532-0
- 『そら、そうよ 勝つ理由、負ける理由』 宝島社、2014年3月21日第1刷発行（3月7日発売[177]）、ISBN 978-4-800-21796-7
- 『プロ野球構造改革論』 宝島社、2014年8月23日第1刷発行（8月9日発売[178]）、ISBN 978-4-8002-2882-6
- 『金本・阪神 猛虎復活の処方箋』 宝島社、2017年4月24日第1刷発行（4月10日発売[179]）、ISBN 978-4-8002-6756-6
- 『幸せな虎、そらそうよ』 ベースボール・マガジン社、2023年11月30日第1版第1刷発行、ISBN 978-4-583-11655-6

#### 共著
- 江夏豊・岡田彰布 『なぜ阪神は勝てないのか？ 〜タイガース再建への提言』 角川書店〈角川ONEテーマ21〉、2009年9月10日初版発行（9月9日発売[180]）、ISBN 978-4-04-710206-4
- 張本勲、江本孟紀、岡田彰布、福本豊ほか 『プロ野球史上最高の選手は誰だ？ レジェンドOBが選ぶ「実力ナンバーワン」決定戦』 宝島社、2019年7月11日第1刷発行（6月27日発売[181]）、ISBN 978-4-8002-9616-0

### CM
- 日本サンガリアベバレッジカンパニー（現役時代）
- 味の素 ほんだし うどんおでんだし（オリックスコーチ時代、坂田利夫と共演。「どんでんでんねん」の台詞が話題となる。どんでんの愛称はこれに由来）
- オリックス自動車 カーシェアリング事業「プチレンタ」（オリックス監督時代の2010年。大阪府・兵庫県での駅や電車の掲示広告）